# Ole Bjørnmose
Ole Bjørnmose (7. května 1944, Odense - 5. září 2006, Strib) byl dánský fotbalista, záložník.

## Fotbalová kariéra
Začínal v rodném Dánsku v týmu B 1909 Odense. Dále hrál v německé bundeslize za Werder Brémy a Hamburger SV, se kterým vyhrál v roce 1976 pohár a v roce 1977 Pohár vítězů pohárů. V Bundeslize nastoupil ve 323 utkáních a dal 52 gólů. V Poháru vítězů pohárů nastoupil v 7 utkáních a dal 1 gól a v Poháru UEFA nastoupil v 18 utkáních a dal 5 gólů. Za dánskou reprezentaci nastoupil v letech 1971–1977 ve 16 utkáních a dal 2 góly.

## Ligová bilance
| Ročník                               | Zápasy | Góly | Klub          |
| ------------------------------------ | ------ | ---- | ------------- |
| Dánská 1. divize 1965                | -      | -    | B 1909 Odense |
| Dánská 1. divize 1966                | 10     | -    | B 1909 Odense |
| Německá fotbalová Bundesliga 1966/67 | 5      | 0    | Werder Brémy  |
| Německá fotbalová Bundesliga 1967/68 | 34     | 8    | Werder Brémy  |
| Německá fotbalová Bundesliga 1968/69 | 34     | 5    | Werder Brémy  |
| Německá fotbalová Bundesliga 1969/70 | 34     | 5    | Werder Brémy  |
| Německá fotbalová Bundesliga 1970/71 | 30     | 3    | Werder Brémy  |
| Německá fotbalová Bundesliga 1971/72 | 33     | 9    | Hamburger SV  |
| Německá fotbalová Bundesliga 1972/73 | 27     | 2    | Hamburger SV  |
| Německá fotbalová Bundesliga 1973/74 | 34     | 4    | Hamburger SV  |
| Německá fotbalová Bundesliga 1974/75 | 30     | 6    | Hamburger SV  |
| Německá fotbalová Bundesliga 1975/76 | 34     | 7    | Hamburger SV  |
| Německá fotbalová Bundesliga 1976/77 | 28     | 3    | Hamburger SV  |
| CELKEM                               | -      | -    |               |